# 쥐박각시
쥐박각시(학명 : Meganoton analis scribae)는 나비목 박각시과에 속하는 나방의 일종으로 일본, 한국 등에 주로 분포한다. 몸길이는 보통 40mm~50mm로 작은 편이며 전체적으로 쥐색을 띠고 있다.

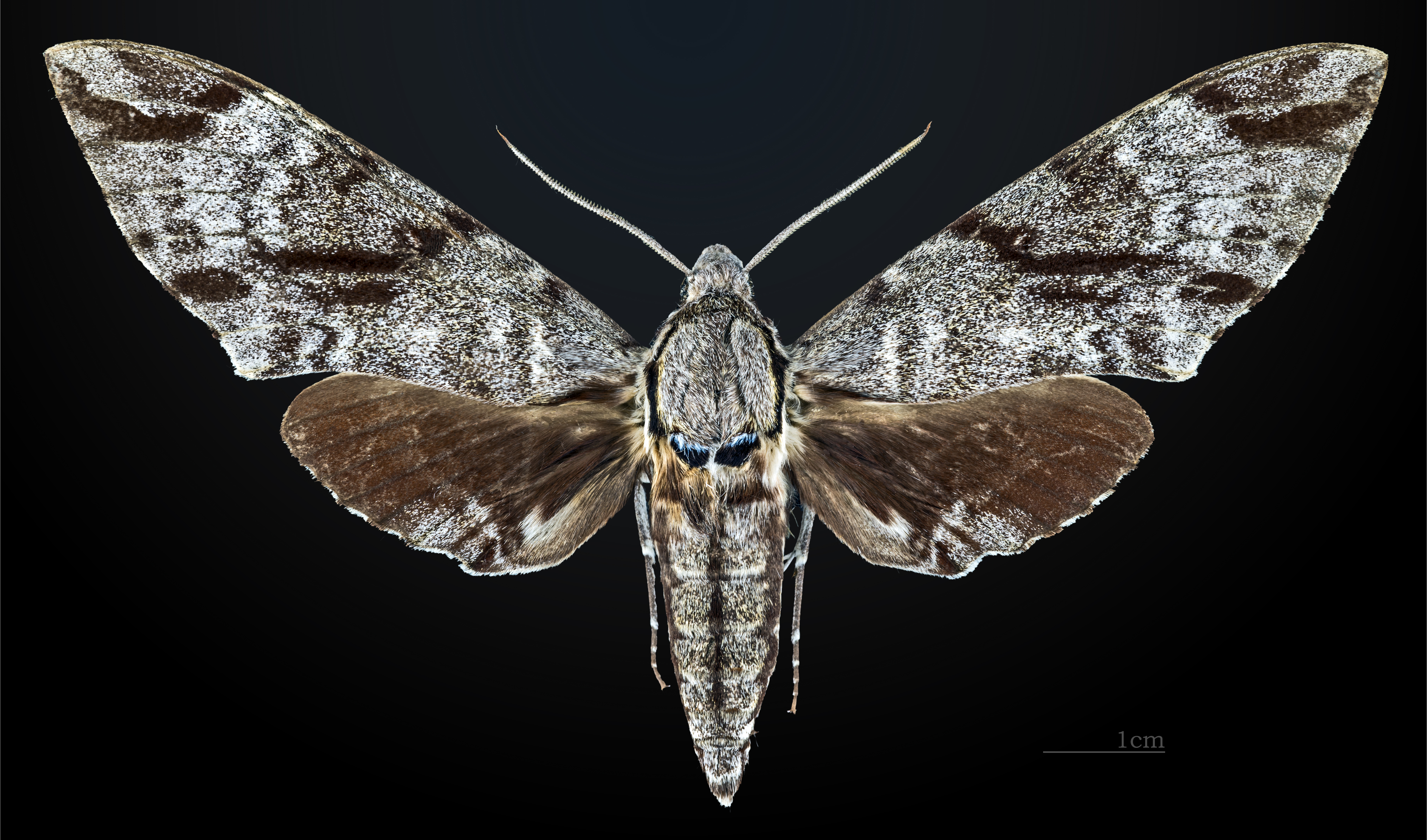
♂
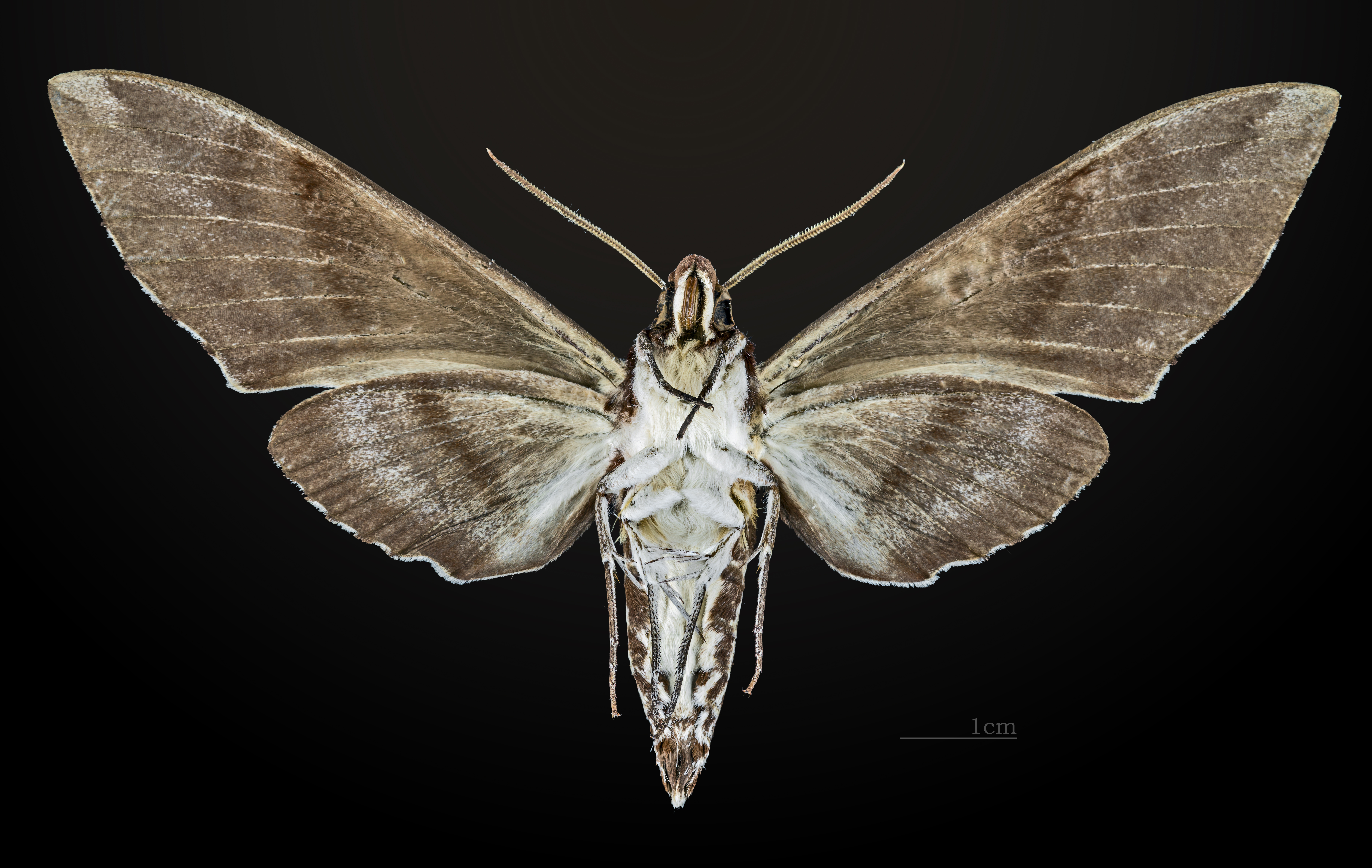
♂ △
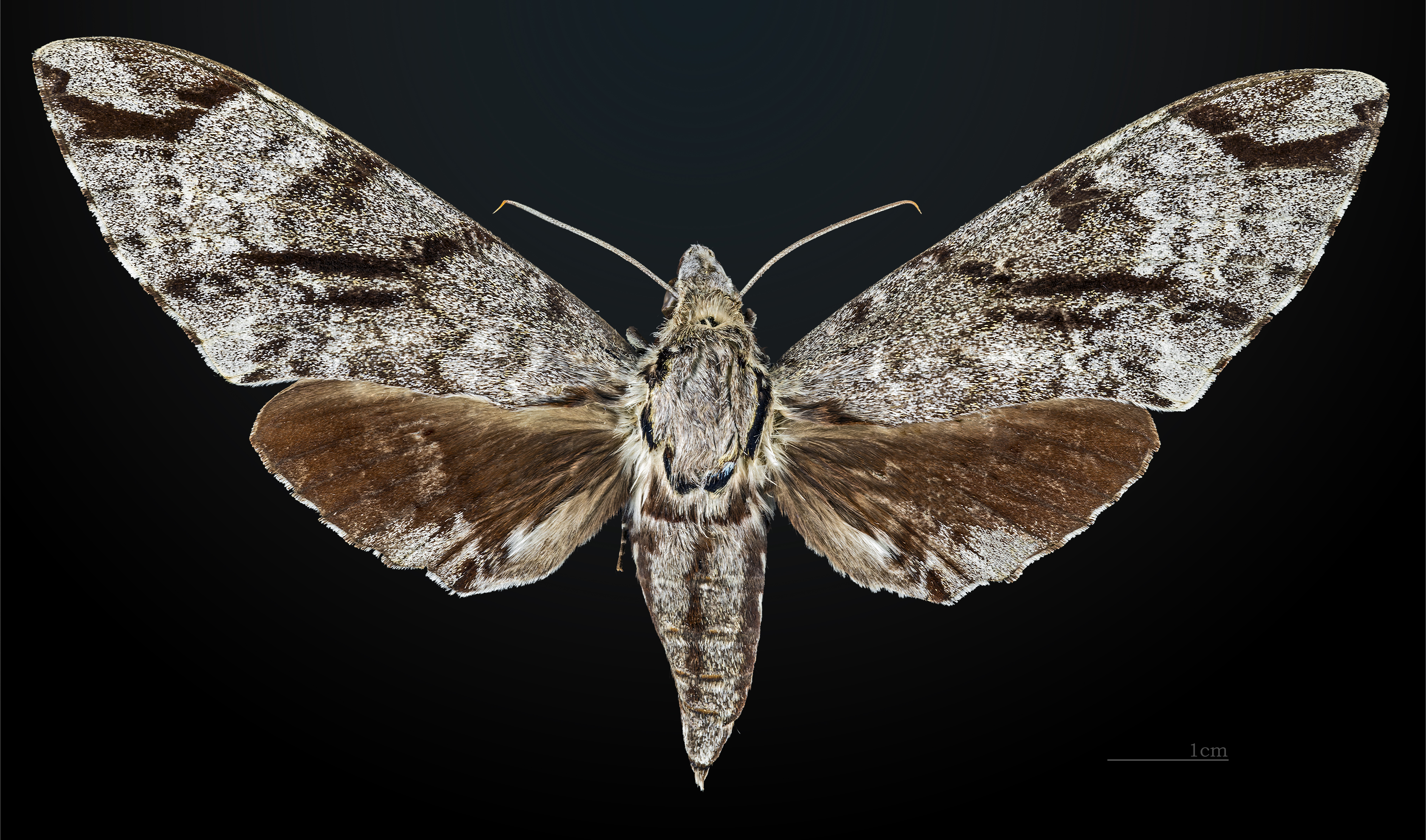
♀
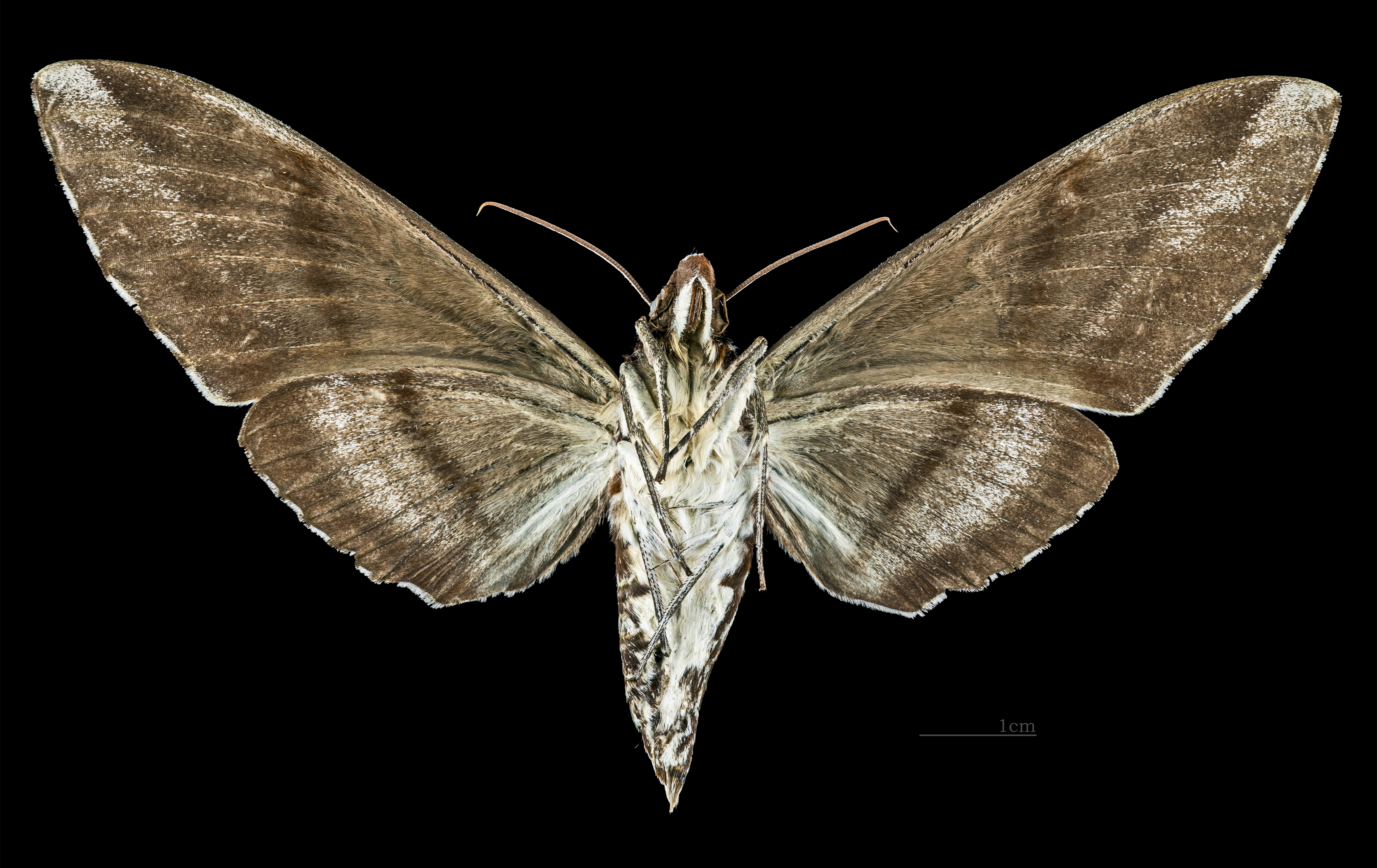
♀ △

## 서식지
주로 쥐똥나무에 서식한다.

## 식성
주로 쥐똥나무 열매를 먹는 것으로 알려져 있다.